# Balonne River
Der Balonne River ist ein Fluss im Süden des australischen Bundesstaat Queensland.
Östlich von Condamine heißt er Condamine River und wechselt dann seinen Namen. Dies liegt daran, dass unterschiedliche Entdecker Flüsse an verschiedenen Stellen erforschten und benannten, und erst später festgestellt wurde, dass es sich um denselben Fluss handelt. Die traditionellen Namen aber blieben. Der Balonne River fließt nach Südwesten, wo er sich bei Dirranbandi in einer Flussaue in mehrere Flüsse aufspaltet.
Nach Westen zweigt dort der Culgoa River ab, der 67 Kilometer westlich der Stadt Brewarrina mit dem Barwon River zum Darling River vereint. Der andere Arm wird weiterhin Balonne River genannt, spaltet sich aber bald in Bokhara River und Narran River. Der Bokhara River mündet nach rund 160 Kilometern in den Barwon River. Der Narran River mündet in einem Feuchtgebiet in den abflusslosen Narran Lake.